# Erling Jepsen
Erling Jepsen (ur. 14 maja 1956 w Gram) – duński pisarz i dramaturg, autor powieści oraz sztuk radiowych i telewizyjnych.
Jepsen urodził się i wychował w Północnym Szlezwiku (duń. Sønderjylland). Jego ojciec był mleczarzem, matka ekspedientką w lokalnym sklepie. W latach 1971–1973 uczęszczał do szkoły w Haderslev, od 1975 pobierał naukę w Aarhus.
Jako autor słuchowisk radiowych zadebiutował w 1977 roku; pierwszą powieść wydał w 1999.

## Wybrane powieści
- Ingen grund til overdramatisering, 1999 („Nie ma powodu do dramatyzowania”)
- Kunsten at græde i kor, 2002 („Sztuka chóralnego płaczu”; powieść zekranizowana w 2007 jako Sztuka płakania)
- Frygtelig lykkelig, 2004 („Strasznie szczęśliwy”; powieść zekranizowana w 2008)